# Bornova Anadolu Lisesi Spor Kulübü (pallavolo)
Il Bornova Anadolu Lisesi Spor Kulübü è una società pallavolistica turca, con sede a Smirne; faceva parte della società polisportiva Bornova Anadolu Lisesi Spor Kulübü

## Storia
La squadra di pallavolo maschile del Bornova Anadolu Lisesi Spor Kulübü viene fondata nel 2004, all'interno dell'omonima società polisportiva. Raggiunge la terza divisione nazionale nel 2008, ottenendo la promozione in serie cadetta dopo appena un anno. 
Nella stagione 2014-15, alla quarta partecipazione ai play-off, il club centra la promozione in Voleybol 1. Ligi, dove esordisce nella stagione seguente, chiusa all'undicesimo e ultimo posto, con una immediata retrocessione. 
Gioca quindi nell'ora denominata Voleybol 1. Ligi per tre annate, fin quando retrocede in Voleybol 2. Ligi nel campionato 2018-19: al termine dell'annata il club sparisce dal panorama pallavolistico turco.